# Normatives Tatbestandsmerkmal
Ein normatives Tatbestandsmerkmal beschreibt v. a. im deutschen Strafrecht ein solches objektives Tatbestandsmerkmal, das wertausfüllungsbedürftig ist, d. h. eine juristische oder soziale Bewertung im Sinne eines geistigen Verstehensaktes erfordert. Ein Beispiel ist die „Fremdheit“ der Sache in § 242, § 246 und § 249 StGB. Die inhaltliche Bestimmung dieses Merkmals folgt im vollen Umfang den Regeln des den Begriff ausfüllenden Rechtsgebiets, das sind für die Eigentumsdelikte diejenigen des Bürgerlichen Rechts. „Fremd“ im Sinne der vorgenannten Tatbestände ist daher eine Sache, die (zumindest auch) im Eigentum eines anderen steht.

## Abgrenzung
Im Rahmen der von der herrschenden Lehre angenommenen Einteilung objektiver Tatbestandsmerkmale in normative einerseits und deskriptive andererseits ist folgerichtig von letzteren abzugrenzen. Deskriptive Tatbestandsmerkmale (lat. describere = beschreiben) zeichnen sich dadurch aus, dass sie aus sich heraus verständlich sind; ihre Feststellung kann also durch einfache Wahrnehmung erfolgen, ohne dass es einer rechtlichen Wertung bedarf. Beispiele sind „die Schwangere“ in § 218 StGB oder „Mensch“ in §§ 211, 212 StGB. Auch deskriptive Merkmale können aber freilich normative Bezüge aufweisen. Je nachdem, wie stark diese normative Komponente ist, werden die Regeln für normative Tatbestandsmerkmale entsprechend angewandt.
Ein Blankett(straf)gesetz wiederum benennt nicht selbst inhaltlich die tatbestandlichen Voraussetzungen des zu bestrafenden Verhaltens, sondern verweist insoweit auf andere Rechtsnormen, auch außerhalb des Strafrechts. Ein Beispiel ist § 315a Abs. 1 Nr. 2 StGB, wonach bestraft wird, wer „als Führer eines Schienenbahn- oder Schwebebahnfahrzeugs, ein Schiffes oder eines Luftfahrzeugs durch grob pflichtwidriges Verhalten gegen Rechtsvorschriften zur Sicherung des Schienenbahn-, Schwebebahn-, Schiffs- oder Luftverkehrs verstößt.“ Die „blankettausfüllenden Normen“ oder „Ausfüllungsgesetze“ sind hier die Rechtsvorschriften zur Sicherung des Schienenbahn-, Schwebebahn-, Schiffs- oder Luftverkehrs. Die Auslegung der den Straftatbestand ausfüllenden Normen des anderen Rechtsgebiets folgt den für das Strafrecht geltenden Regeln, so dass etwa das Analogieverbot beachtlich ist und der (Gesamt-)Blanketttatbestand den verfassungsrechtlichen Anforderungen an Strafgesetze, z. B. dem Bestimmtheitsgebot, genügen muss.

## Bedeutung
Von Bedeutung ist das normative Tatbestandsmerkmal in Abgrenzung zu seinem deskriptiven Äquivalent insbesondere in der strafrechtlichen Irrtumslehre. Konkret unterscheiden sich die nötigen Anforderungen an einen vorsatzausschließenden Irrtum bzw. an den tauglichen Vorsatz.
Hinsichtlich deskriptiver Tatbestandsmerkmale muss der Täter lediglich Kenntnis von den bezeichneten Tatsachen haben; beim § 242 StGB etwa erkennen, dass es sich um eine Sache handelt.
Bei den normativen Tatbestandsmerkmalen muss zu dieser bloßen Tatsachenkenntnis noch hinzutreten, dass der Täter die zu „subsumierenden Sachverhaltselemente in ihrem für die Unrechtsbegründung wesentlichen, rechtlich-sozialen Bedeutungsgehalt erfasst“ hat. Dieses Erfordernis wird von der herrschenden Ansicht insoweit relativiert, als eine sog. Parallelwertung in der Laiensphäre als ausreichend angesehen wird. Während die genaue Ausgestaltung dieses Korrektivs wiederum strittig ist, lässt sich ein grober Konsens dahingehend ausmachen, dass es dem Laien eben nicht zugemutet werden kann, juristisch-fachliche Erwägungen korrekt anzustellen und die gestellten Anforderungen mithin entsprechend des dilettantischen Täterhorizontes angepasst werden. So liegt laut BGH etwa dann ein beachtlicher Tatbestandsirrtum gem. § 16 StGB vor, wenn der Täter bei einem potentiellen Diebstahl (§ 242 StGB) von Geld irrig annimmt, dass die erstrebte Zueignung nicht rechtswidrig sei, weil er einen Anspruch auf den entsprechenden Geldbetrag habe. Tatsächlich hat er diesen nach Rspr. nicht, da nach dieser Ansicht Geldschulden reguläre Gattungsschulden sind und der Schuldner somit ein Wahlrecht, der Gläubiger mithin keinen Anspruch auf die konkreten, weggenommenen Geldmittel hat. Die erstrebte Zueignung wurde dementsprechend für rechtswidrig befunden. Diese zugrundeliegende Bewertung erfordert jedoch vertiefte schuldrechtliche Kenntnisse (und ist darüber hinaus auch fachlich umstritten – siehe etwa Wertsummentheorie), wie sie von einem Laien nicht erwartet werden können – der Vorsatz entfällt laut BGH deshalb unter Anwendung der Parallelwertung in der Laiensphäre.